# De Grauwe Eeuw
De Grauwe Eeuw is een Nederlandse actiegroep die strijdt tegen alles wat met kolonialisme te maken heeft en protesteert tegen de 'verheerlijking van de Gouden Eeuw'. De groep is in 2017 door de Nederlandse veiligheidsdiensten als een "extreemlinkse antiracistische actiegroep" aangeduid.

## Doelstelling
De actiegroep strijdt tegen alle vormen en kenmerken van wat zij ziet als verheerlijking van het koloniale verleden in Nederland, zoals Zwarte Piet, de Vereenigde Oostindische Compagnie (VOC) en aan de koloniale geschiedenis verbonden straatnamen en standbeelden. De actiegroep weigert te praten met, in hun ogen, 'witte' media. Het enige lid van deze actiegroep dat naar buiten treedt is Michael van Zeijl, een Utrechtse activist.

## Geschiedenis
De actiegroep liet op 17 augustus 2016 voor het eerst van zich horen in een brief aan de gemeente Utrecht waarin de groep aangaf graag te zien dat straatnamen die verwijzen naar het koloniale verleden verdwijnen uit het straatbeeld. Op 24 oktober bekladden leden van de actiegroep het standbeeld van VOC-medewerker Jan Pieterszoon Coen in Hoorn. Ook werd de buste van Bontekoe beklad. Hierop deed de gemeente Hoorn aangifte.
Na de aankondiging van een VOC-dag door de Bataviawerf in Lelystad in mei 2017 stuurde de groep een dreigbrief aan de Bataviawerf met de boodschap: "die dag mag niet doorgaan, anders komen we verhaal halen".
In augustus 2017 stuurde de groep een brief naar Rijkswaterstaat waarin werd gevraagd om naamsverandering van de Coentunnel. In oktober 2017 deed de actiegroep aangifte van 'racistische stereotypering' tegen muziekpaleis TivoliVredenburg in Utrecht, vanwege een jeugdfestival waarin de kinderen was gevraagd als Indiaan of Cowboy te komen. Een organisator van een tipi-tentenkamp in Breda werd per brief bedreigd dat er 'actie' zou volgen als het project niet werd gestopt..

## Justitie
Frontlid Michael van Zeijl werd op 31 augustus 2018 door de politierechter in Utrecht veroordeeld tot een geldboete van 300 euro wegens opruiing vanwege een door hem geplaatste Facebooktekst, kort voor de intocht van Sinterklaas in Dokkum op 16 november 2017: "We moeten een prijs op het hoofd van Sinterklaas zetten. Dubbele prijs als het tijdens de nationale intocht is zodat alle kinderen getuigen ervan zijn, zelfs massaal onder zijn hersenen en botsplinters bedekt zitten. Maw zonder twijfel morsdood. Zo kan de NPO geen onzinverhaaltje ophangen met een nieuwe Sinterklaas en zijn we voorgoed van dat feest af. (En van die irritante Flodder-acteur die Sinterklaas speelt)."
Van Zeijl werd op 24 september 2019 veroordeeld door de Rechtbank Alkmaar voor het met de dood bedreigen van acteur Stefan de Walle. Op 16 november 2019 werd van Zeijl aangehouden, op een onderduikadres, vanwege opruiing, bedreiging en het verspreiden van opruiende teksten via sociale media. Hij zou op zijn Twitteraccount hebben gezet: "Staatsgevaarlijk want zaagt aan de poten van een koloniale samenleving. Snipet ook graag Sinterklazen". Justitie stelde een onderzoek in 'vanwege eerdere strafrechtelijke bedreigingen', geuit in 2017 en 2018.

## Dreigingsbeeld Terrorisme Nederland
In 2017 werd de Grauwe Eeuw vermeld als "extreemlinkse antiracistische actiegroep" onder de kop "Extremisme" in het Dreigingsbeeld Terrorisme Nederland (DTN) dat door de veiligheidsdiensten wordt opgesteld.